# Années 580
Les années 580 couvrent la période de 580 à 589.

## Événements
- 572-591 : guerre pour le Caucase entre empires perse et byzantin[1]
- Vers 580 :
  - en Inde, Prabhakaravardhana (en), fils d’une princesse Gupta et successeur de Pushyabhuti, qui a fondé au début du siècle la dynastie des Vardhamana (en) qui règne à Thaneshwar (en), près de Lahore, réussit à étendre son influence après avoir lancé des raids victorieux contre les Huns. Son fils Harsha règne sur le nord de l'Inde de 606 à 647[2].
  - le futur pape Grégoire, envoyé comme nonce à Constantinople, rencontre le moine espagnol Léandre[3].
- 580 : le royaume nubien d'Alodia est converti au christianisme par le missionnaire monophysite Longin[4].
- 581-618 : dynastie Sui en Chine[5].
- 581 et 587 : incursions des Vascons en Novempopulanie[6].
- 582-584 : 
  - guerre civile göktürk. Rupture entre les Türüks occidentaux et orientaux[7]. Le khan des Turcs occidentaux Tardu attaque l’Iran (584, 588, 590) et occupe le Tokharestan[8].
  - recrudescence de la peste de Justinien dans le sud-ouest de la Gaule (Narbonne, Albi)[9].

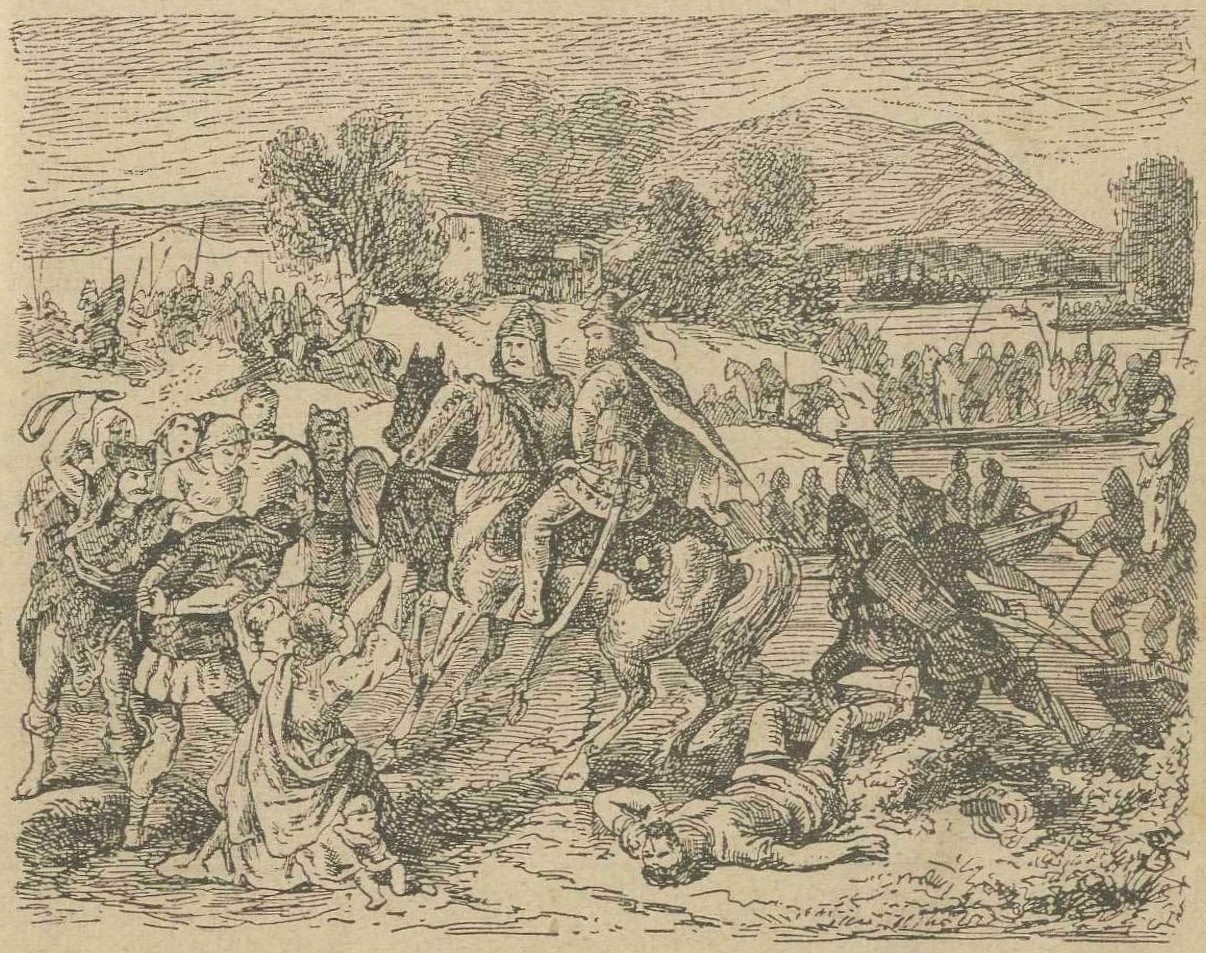
Avars pillant les Balkans. Illustration de 1885.

- 582 : prise de Sirmium par les Avars. Les Avars et les Slaves progressent dans les Balkans. Par deux fois ils atteignent les Longs murs de Thrace (584-585) puis ils attaquent Thessalonique en 586 ou 597[10].
- 582-602 : règne de Maurice, empereur byzantin. Il repousse les Lombards en Italie (exarchat de Ravenne), les Avars et les Slaves dans les Balkans (siège de Thessalonique)[1]. La situation en Afrique devient critique pour les Byzantins. Carthage est directement menacée par les Berbères, mais le futur exarque byzantin Gennadius (591–598) réussit à acheter leur chef et sauver provisoirement la ville (587)[11].
- 584-590 : campagnes de Childebert II contre les Lombards en Italie. Cinq expéditions franques ne donnent pas les résultats espérés par les Byzantins, alliés des Francs[1].
- 584-629 : à partir du règne de Clotaire II, le nom royal se substitue au nom de l’empereur sur les monnaies frappés à Marseille, Viviers, Valence, Arles et Uzès[12].
- 585  : le Royaume suève est conquis par les Wisigoths[13].
- 587 :
  - traité d'Andelot entre Gontran Ier, roi de Burgondie et son neveu Childebert II, roi d'Austrasie. Il assure la réunion de la Bourgogne à l'Austrasie en 592[14].
  - conversion du royaume wisigoth d'Espagne au catholicisme sous Récarède Ier[15].
- 588 : peste en Gaule apportée à Marseille par un navire venu d'Espagne ; elle remonte la vallée du Rhône jusqu'à Lyon[9].

## Personnages significatifs
- Authari
- Brunehilde (reine)
- Childebert II
- Eunius Mummolus
- Frédégonde
- Gondovald
- Gontran Boson
- Gontran (roi)
- Herménégild
- Léandre de Séville
- Léovigild
- Maurice Ier
- Récarède Ier